# Jan Szembek (dyplomata)

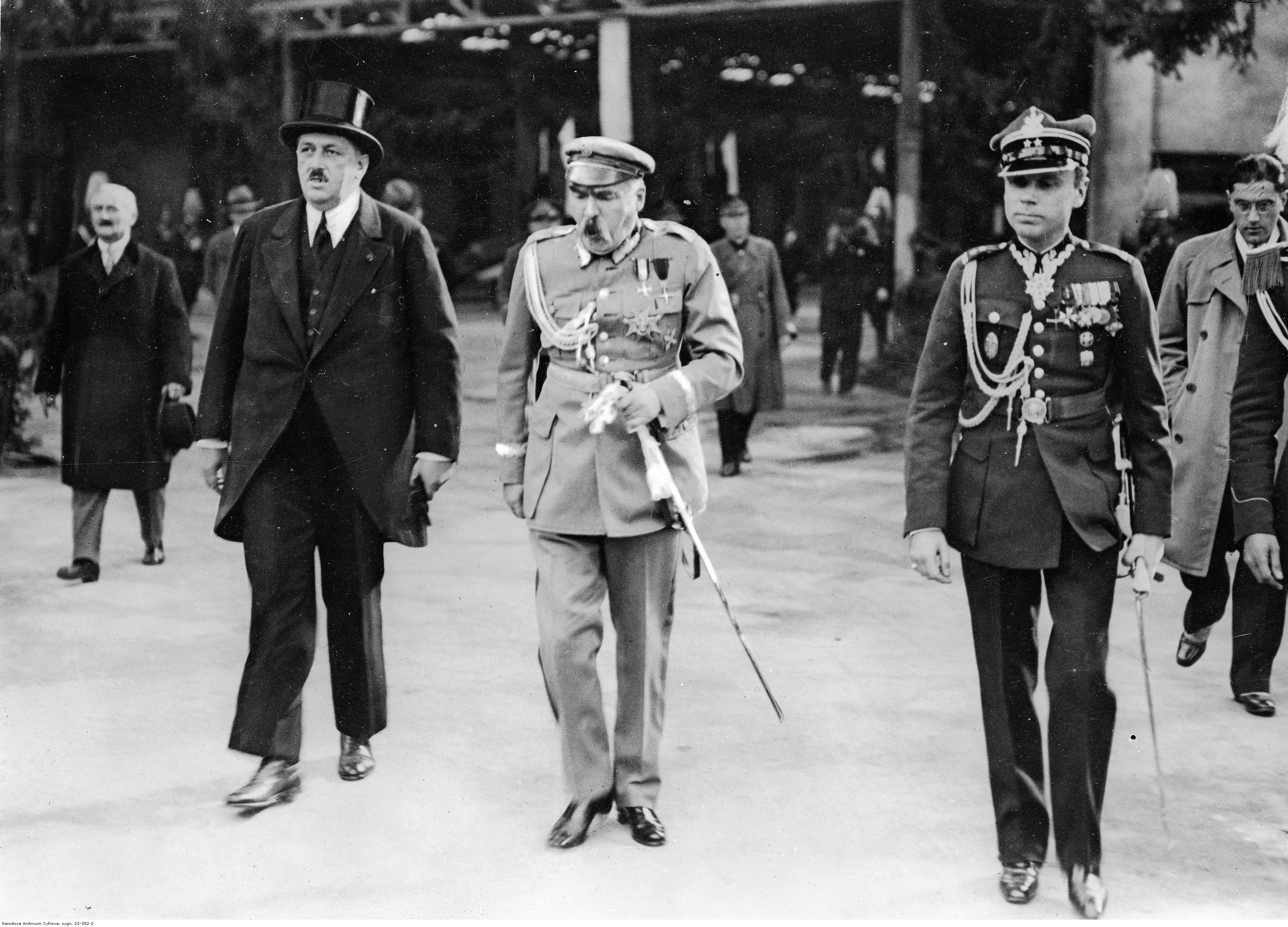
Marszałek Józef Piłsudski w Sinaia (14 października 1931) w towarzystwie posła nadzwyczajnego i ministra pełnomocnego w Rumunii Jana Szembeka (na lewo od marszałka) i attaché wojskowego ppłk. Romana Michałowskiego (na prawo od marszałka).

Jan Włodzimierz Józef Cezary Stanisław Piotr Klemens Zygmunt Szembek (ur. 11 lipca 1881 w Porębie Żegoty k. Alwerni, zm. 9 lipca 1945 w Estoril k. Lizbony) – polski dyplomata.

## Życiorys
Był synem Zygmunta i Klementyny z hr. Dzieduszyckich, bratem Włodzimierza. Studia skończył w Wiedniu, do 1908 r. był referentem rządu krajowego w Bośni. Następnie był:
- delegatem rządu RP w Budapeszcie (w okresie od stycznia 1919 r. do 21 października 1921 r.)[2],
- posłem RP i ministrem pełnomocnym w Budapeszcie (w okresie od 21 października 1921 r. do 1 września 1924 r.)[2],
- posłem nadzwyczajnym RP i ministrem pełnomocnym w Brukseli (w okresie od 15 września 1924 r. do 16 lutego 1927 r.),
- posłem nadzwyczajnym RP i ministrem pełnomocnym w Bukareszcie (w okresie od 16 lutego 1927 r. do 4 listopada 1932 r.).

W dniu 5 listopada 1932 objął tekę podsekretarza stanu w Ministerstwie Spraw Zagranicznych RP. Był najbliższym współpracownikiem Józefa Becka.
17 września 1939 – razem z innymi członkami rządu RP – opuścił Polskę. Jego majątek we wsi Młoszowa został splądrowany przez Niemców, którzy spalili również jego bibliotekę. Szembek do śmierci pozostał na emigracji.
10 października 1905 ożenił się z hr. Izabelą Skrzyńską.

## Ordery i odznaczenia
- Krzyż Komandorski z Gwiazdą Orderu Odrodzenia Polski (10 listopada 1928)[3][4][5]
- Medal Dziesięciolecia Odzyskanej Niepodległości (1928)[5]
- Krzyż Wielki Orderu Krzyża Południa (Brazylia, 1934)[5][1][6]
- Krzyż Wielki Orderu Chrystusa (Portugalia, 1934)[5][7]
- Krzyż Wielki Orderu Zasługi (Węgry, 1935)[5][8]
- Krzyż Wielki Orderu Gwiazdy Białej (Estonia, 1938)[9]
- Krzyż Wielki Orderu Feniksa (Grecja, 1938)[10]
- Krzyż Wielki Orderu Trzech Gwiazd (Łotwa, 1938)[11]
- Krzyż Wielki Orderu Korony Dębowej (Luksemburg)[5]
- Krzyż Wielki Orderu Korony Włoch (Włochy)[5]
- Krzyż Wielki Orderu Korony Rumunii (Rumunia)[5]
- Krzyż Wielki Orderu Gwiazdy Rumunii (Rumunia)[5]
- Wielki Oficer Orderu Legii Honorowej (Francja, 1938)[12]
- Odznaka Honorowa Olimpijska I klasy (Niemcy, 1938)[12]